# Tiawah (Oklahoma)
Tiawah es un lugar designado por el censo ubicado en el condado de Rogers en el estado estadounidense de Oklahoma. En el Censo de 2010 tenía una población de 189 habitantes y una densidad poblacional de 28,61 personas por km².

## Geografía
Tiawah se encuentra ubicado en las coordenadas 36°14′54″N 95°32′10″O / 36.24833, -95.53611. Según la Oficina del Censo de los Estados Unidos, Tiawah tiene una superficie total de 10.63 km², de la cual 10.63 km² corresponden a tierra firme y (0%) 0 km² es agua.

## Demografía
Según el censo de 2010, había 189 personas residiendo en Tiawah. La densidad de población era de 28,61 hab./km². De los 189 habitantes, Tiawah estaba compuesto por el 80.95% blancos, el 0% eran afroamericanos, el 12.7% eran amerindios, el 0% eran asiáticos, el 0% eran isleños del Pacífico, el 1.06% eran de otras razas y el 5.29% pertenecían a dos o más razas. Del total de la población el 1.06% eran hispanos o latinos de cualquier raza.